# Überkapazität
Überkapazität ist in der Betriebswirtschaftslehre und Volkswirtschaftslehre ein langfristig nicht nutzbarer Teil der Produktionsfaktoren. Sie ist jener Teil der Kapazität, der in einem bestimmten Zeitraum nicht durch Auslastung der Produktionsmittel genutzt werden kann. Der Gegensatz zur Überkapazität ist die Unterkapazität.

## Betriebswirtschaftslehre
Überkapazität ist rechnerisch die Differenz zwischen der tatsächlichen und der maximal möglichen Produktion in einem bestimmten Zeitraum. Wenn betriebliche Kapazitäten so dimensioniert sind, dass sie vollständig auslastbar sein können, liegen im Falle einer kurzfristig sinkenden Kapazitätsauslastung keine Überkapazitäten im engeren Sinn vor. Erst wenn eine Vollauslastung im Unternehmen dauerhaft nicht erreichbar ist, handelt es sich um Überkapazitäten. Diese echten Überkapazitäten sind so genannte strukturelle Überkapazitäten, während die konjunkturellen Überkapazitäten nur in Zeiten einer Absatzkrise temporär vorhanden sind. Walter Hamm zufolge handelt es sich um Überkapazitäten, wenn die Produktionsanlagen eines wesentlichen Teils der Anbieter über Saison- und Konjunkturschwankungen hinweg bei freier Preisbildung nicht mehr rentabel genutzt werden können.
Überkapazitäten können vorhanden sein bei Arbeitskräften – eine Überkapazität des Faktors Arbeitskapazität –, Maschinen und technischen Anlagen, Material und Betriebsflächen. Wegen Einhaltung von Kündigungsfristen ist das betriebliche Personal am wenigsten elastisch abbaubar; der Verkauf von Maschinen und Flächen ist unter Umständen mit Verlusten verbunden. Daraus ergibt sich, dass vorhandene Überkapazitäten nicht so schnell zurückgefahren werden können wie die Nachfrage zurückgeht; daraus entsteht Kostenremanenz. Wo in der Industrie Lagerhaltungsmöglichkeiten bestehen, können diese kurzfristig Überkapazitäten durch Lageraufbau verhindern. Läger können damit kurzfristig zur Glättung von Kapazitätsproblemen beitragen. Überkapazitäten können einerseits durch Planungsfehler entstehen, wenn von vorneherein die Produktionsmittel zu hoch dimensioniert werden (durch Fehlinvestitionen) und deren Vollauslastung absehbar nicht möglich ist. Andererseits entstehen sie, wenn es langfristig anhaltende Nachfrageeinbrüche gibt und die nicht benötigten Leerkapazitäten nicht beseitigt werden. Dann stehen den durch die Bereithaltung der Überkapazität anfallenden Fixkosten keine Erlöse gegenüber (Leerkosten), was zu Gewinnminderungen oder Verlusterhöhungen führt. Diese Fixkosten verwandeln sich dann bei einer Verminderung der Produktionsmenge von Nutz- in vermeidbare Leerkosten, weshalb besonders fixkostenintensive Unternehmen dem Risiko der Überkapazität ausgesetzt sind.
Strukturelle Überkapazitäten können jedoch notwendig sein, wenn hohe Anforderungen an die Flexibilität eines Unternehmens gestellt werden und ein permanenter, strukturell nicht völlig zu vermeidender Wechsel zwischen Kapazitätsengpässen und Überkapazitäten entsteht. Bei Dienstleistungsunternehmen ist zu bedenken, dass das Vorhalten von Ressourcen vom Kunden als Qualitätsmerkmal empfunden wird, insbesondere wenn die Dienstleistung in Zusammenarbeit mit dem Kunden erbracht wird. Im Tourismus kann es in der Nebensaison zu strukturellen Überkapazitäten in Gastronomie, Hotellerie oder bei Linienflügen kommen, weil die Kapazitäten an der Hochsaison ausgerichtet sind. Diese Überkapazitäten sind ein Angebotsüberhang, der Leerkosten verursacht. Um zusätzliche Deckungsbeiträge zu erzielen, werden Rabatte zwecks Generierung weiterer Nachfrage angeboten (Frühbucherrabatt, Happy Hour, last minute, Nebensaisonpreise), um die Kapazitätsauslastung zu verbessern.
Werden nicht notwendige Überkapazitäten nicht beseitigt, kann dies eine Unternehmenskrise zur Folge haben. Einer Umfrage zufolge waren 2010 die Hauptgründe für betriebliche Insolvenzen die Rezession (85 %), Knappheit an Finanzmitteln (71 %) und Überkapazitäten (63 %).

## Volkswirtschaftslehre
In der Marktwirtschaft werden Kapazitäten darauf ausgelegt, Bedarfsspitzen zu decken, so dass Angebot (Kapazität) und Nachfrage nur in Boomphasen annähernd ausgeglichen sind. Eine Überkapazität entsteht, sobald ein Nachfragerückgang eintritt und eine Nachfragelücke vorhanden ist. In der Volkswirtschaftslehre unterscheidet man zwischen einer konjunkturellen und einer strukturellen Überkapazität. Die strukturelle Überkapazität ist durch langfristig anhaltenden Nachfragerückgang aufgrund Nachfrageabwanderung im Strukturwandel gekennzeichnet. Die konjunkturelle ist eine eher kurz- oder mittelfristige Überkapazität infolge konjunktureller Nachfrageschwankungen. Überkapazitäten werden tendenziell nicht sofort abgebaut, damit später erwartete Nachfragesteigerungen problemlos aufgefangen werden können. Eine derartige taktische Überkapazität wird hingenommen, um später erwartete Nachfragesteigerungen sofort problemlos bedienen zu können, während die strategische Überkapazität daran zu erkennen ist, dass etablierte Unternehmen bewusst eine Überkapazität vorhalten, um potenziellen neuen Unternehmen zu signalisieren, dass deren Markteintritt mit einer Angebotsausweitung und damit Preissenkung beantwortet würde. Die strategische Überkapazität ist daher eine Markteintrittsbarriere. Folge der Überkapazität ist eine Intensivierung des Wettbewerbs und Preisverfall.